# Râul Mocioaia
Râul Mocioaia este un curs de apă, afluent al râului Valea Mare. 